# Midsommarblomster
Midsommarblomster (Geranium sylvaticum L.), även kallad skogsnäva, är en flerårig ört inom släktet nävor och familjen näveväxter.

## Beskrivning
Midsommarblomster blir drygt en halv m hög och har en dunhårig och upptill grenig stjälk. Somliga av håren är körtelhår.
Jordstammen är drygt en dm lång.
Bladen är djupt handflikiga med ganska breda och kortspetsade flikar.
Blomningen pågår vanligen från juni till juli, vanligtvis med violetta, skära, purpurröda eller violettblå blommor, även om det inte är ovanligt med vita blommor i norra Sverige.

Tvåsidigt knippe

Blommorna har fem kronblad och är ganska stora, upp till drygt fyra cm i diameter, och sitter två och två i stora knippen.
I var blomma 10 ståndare, ordnade i två grupper, 5 i en inre ring, och 5 i en yttre ring. En enda femrummig pistill. Pistillen är lång och smal och näbblikt uttdragen. Bara rummen nederst i frukten innehåller vart och ett endast 1 frö. I övrigt innehåller frukten bara tomms kanaler.
Frösättningen består av en komplicerad följd av rörelser. Först lyfter sig den mogna fruktens nedersta del, som innegåller fröna, ställer sig ungefär vinkelrätt mot skaftet och öppnar sig på undersidan. Kort därpå rullar sig den s k kastskenan plötsligt nedifrån och uppåt och tvärstannar. Fröet har då fått så hög fart att det glider ut ur fruktrummets öppning, som nu är vänd snett uppåt, och fröet flyger ut i ungefär 45° riktning mot horisontalplanet. Kastskenan kröker sig därpå långsamt så att det nu tomma fröhuset vänds inåt mot centralpelaren.
Fröna, som kallas slungfrön, är liksom projektiler tunga och glatta. De hamnar på marken eller andra växter ett par meter från moderplantan. Utländska geraniumarter kan på detta sätt sprätta iväg frön upp till 30 m.
En underart till midsommarblomster är alpnäva (subsp. rivularis) som är vitblommig men saknar körtelhår på blomskaften. Ängsnäva är mycket lik midsommarblomster men den har böjda blom- och fruktskaft.
Carl von Linné skrev om midsommarblomster:
| ”                                                                                     | Ingen växt finnes, som är vare sig ymnigare i de tätaste skogarne eller ståtligare på fjällen. Blommans färg är i allmänhet blå, men den varierar ganska ofta, 1) då kronan blir hvit, men ståndarne förblifva blå; 2) då både kronan och ståndarne blifva hvita; 3) då blomkronan är blå- och hvit-brokig. | „ |
| – Flora Lapponica, Carl von Linné (1737), i svensk översättning av T. M. Fries (1905) | |   |

## Habitat
Midsommarblomster är ganska vanlig i Norden och återfinns vanligtvis i skogstrakter från norr till söder i hela Sverige. I fjälltrakterna växer den ofta i ängsbjörkskogar och på högörtängar, t o m ovanför trädgränsen. Blir mindre vanlig söderut i södra Götaland och Danmark.

### Utbredningskartor
- Norden
- Norra halvklotet 
  - Gränslinjer inlagda för Geranium erianthum.

### Blomningstid
Karta över blomningstidens början. Blomningen pågår i fem veckor. 
Ofta inträffar en andra blomning i slutet av augusti eller början av september.

## Biotop
Svagt beskuggad och något fuktig, mullrik ängsmark.

## Etymologi
- Släktnamnet Geranium kommer av grekiska geranos = trana. Det syftar på fruktställningen, som är näbblik. Därav svenska namnen näbba med förvrängningen näva.
- Artepitetet kommer av latin sylva = skog; därav sylvaticum med betydelsen växande i skog.
- Rivialis betyder nära kanten av ett vattendrag.
- Det svenska namnet midsommarblomster kommer av att blomningen är som rikligast omkring midsommar.

## Bygdemål
| Namn                  | Trakt                             | Kommentar                                                                                         |
| --------------------- | --------------------------------- | ------------------------------------------------------------------------------------------------- |
|                       |                                   |                                                                                                   |
| Abrahamsros Abramsros | Dalsland                          |                                                                                                   |
| Gibbergräs            | Lappland                          | * Förvrängning av samiska Gapperrasse, blåört * Förr sade man gräs även om det vi idag kallar ört |
| Olskopsblommor        | Dalarna                           |                                                                                                   |
| Skullhansblommor      | Dalarna                           |                                                                                                   |
|                       |                                   |                                                                                                   |
| Skogsnäbb             | Botanisk litteratur på 1800-talet |                                                                                                   |
| Skogsnävört           | Botanisk litteratur på 1800-talet |                                                                                                   |
| Storknäbb             | Botanisk litteratur på 1800-talet |                                                                                                   |

## Synonymer
subsp. sylvaticum
- Geranium alpestre Schur nom. illeg.
- Geranium angulatum Curtis
- Geranium batrachioides Cav.
- Geranium fastigiatum Gliem. ex Bab.
- Geranium minimum Picard nom. illeg.
- Geranium venosum Pers. nom. illeg.

subsp. lemanianum Briq.
subsp. rivulare (Vill.) Rouy
Geranium rivulare Vill.
Geranium aconitifolium L'Hér.

## Bilder

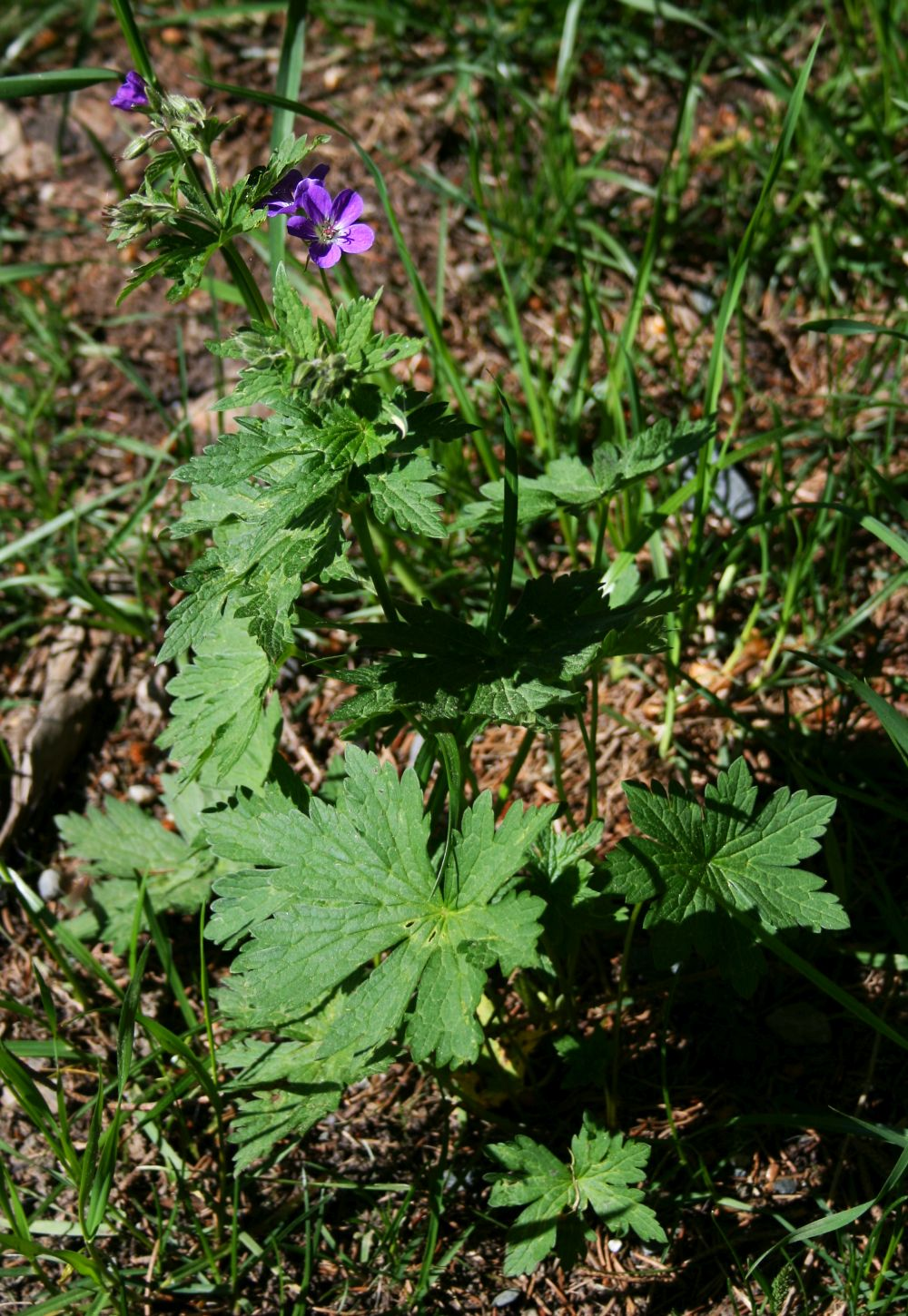
Blad före blomningen.
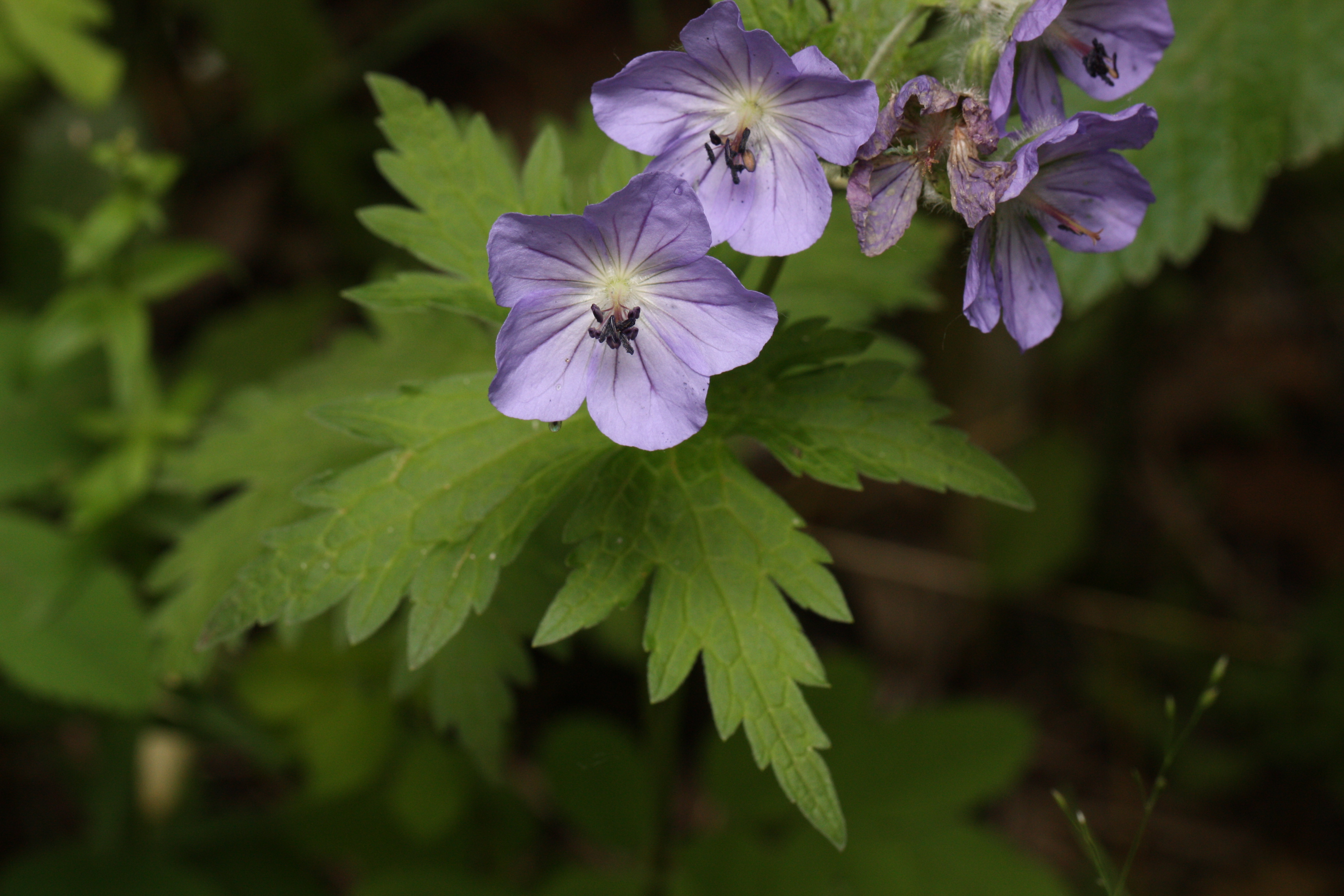
Germanium erianthum DC.
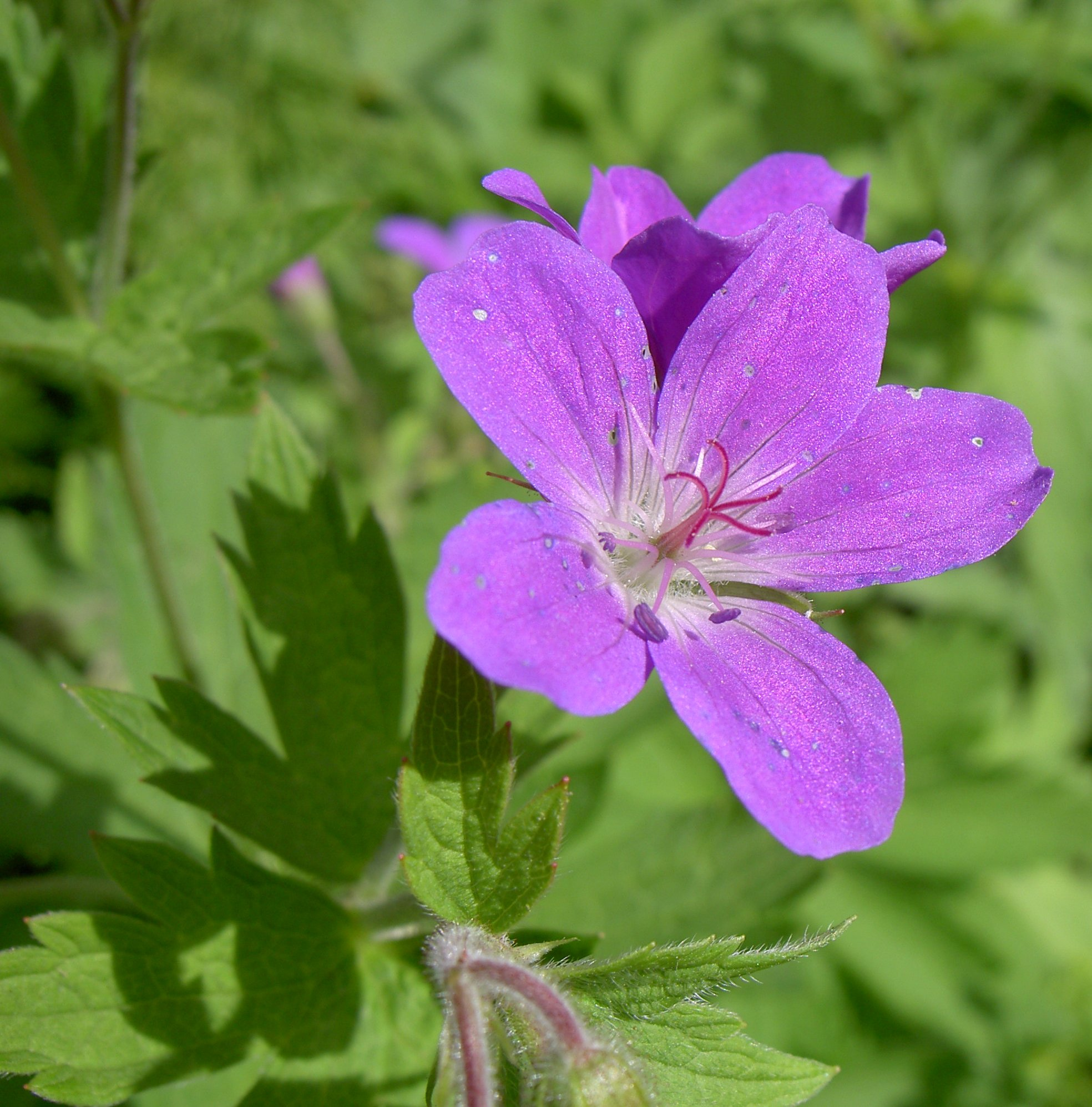
Den ensamma pistillen har 5 märken.
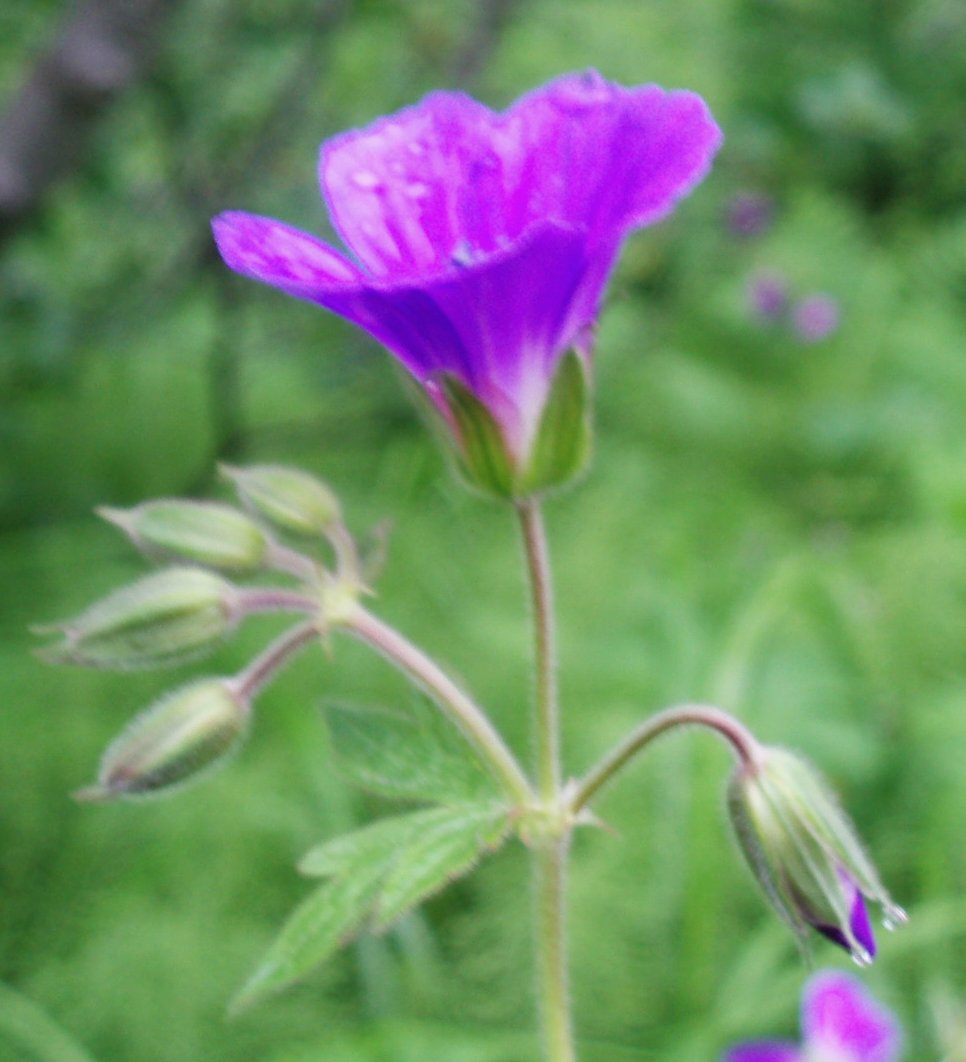
Midsommarblomster har rakt blomskaft.
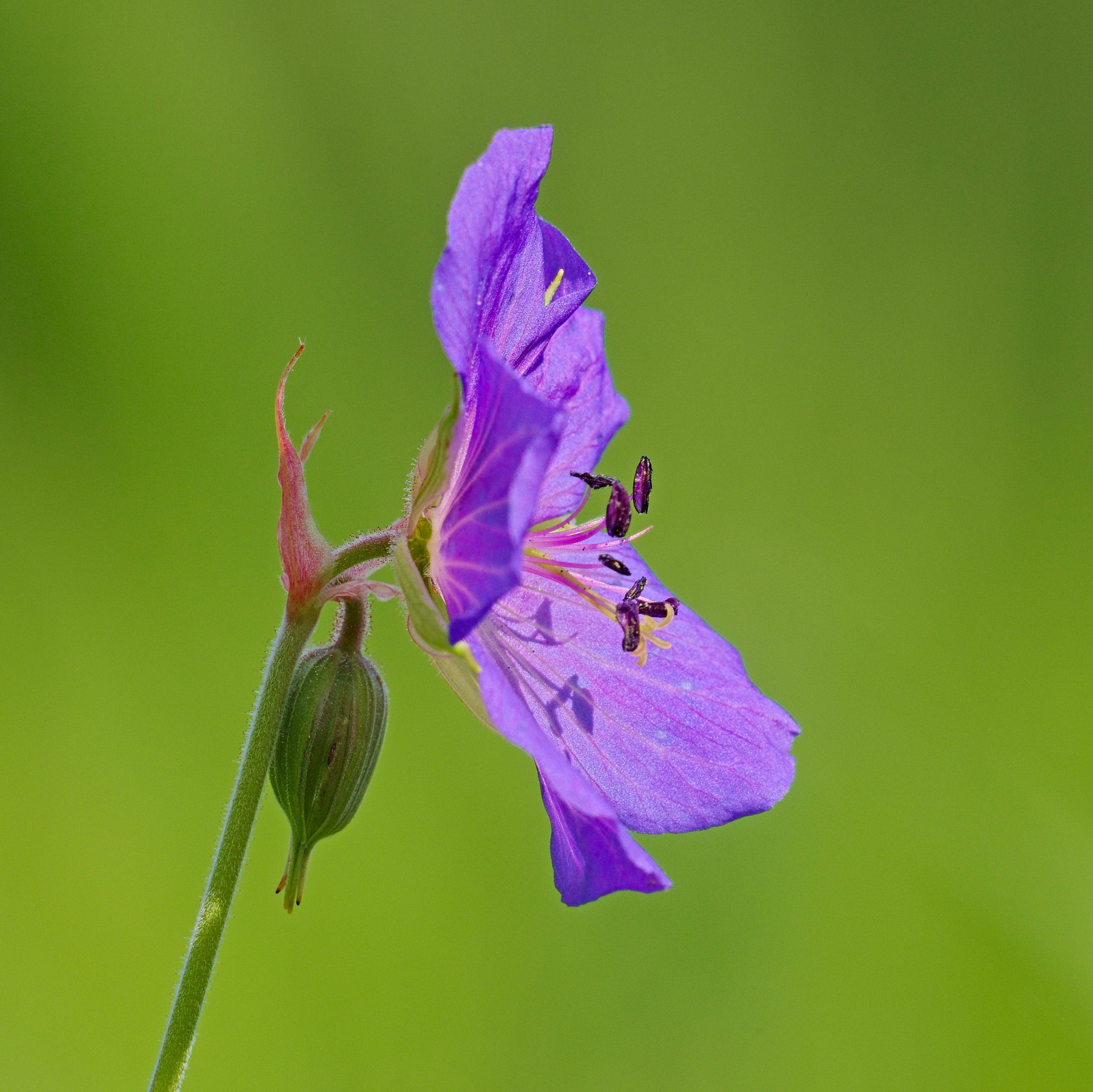
Ängsnäva, Geranium pratense, har böjt blomskaft.
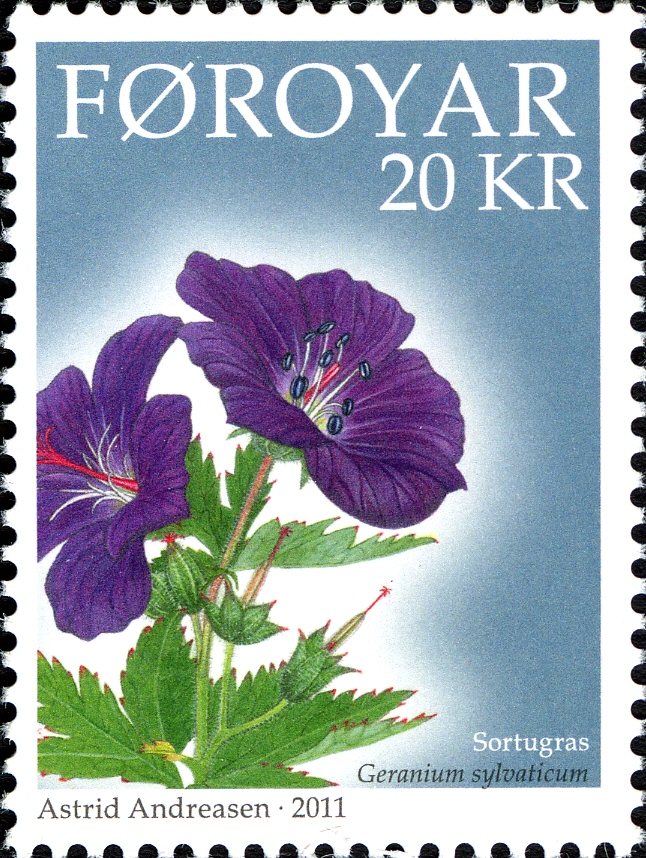
Midsommar-blomster på frimärke från Färöarna Violett färgvariant (2011).
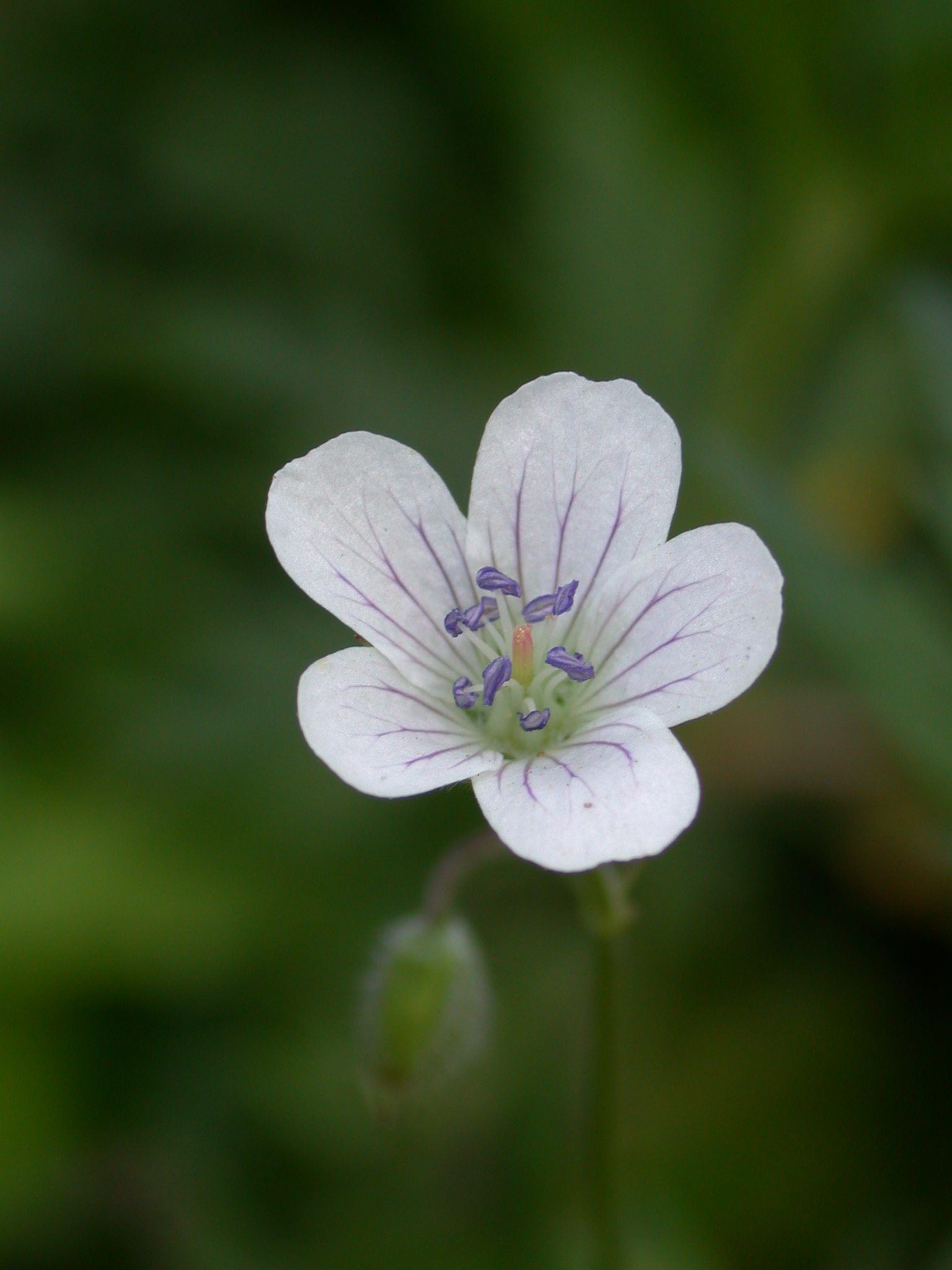
Alpnäva Geranium rivulare Vill.